# Nemzetközi Matematikai Diákolimpia

A Nemzetközi Matematikai Diákolimpia logója

A Nemzetközi Matematikai Diákolimpia (angolul International Mathematical Olympiad, IMO) egy 1959 óta évente megrendezett diákverseny, a Nemzetközi Tudományos Diákolimpiák legrégebbike. A hetvenes évekig a szocialista országok versenye volt, ma az egész világra kiterjed, kb. 80 állam vesz rendszeresen részt. Minden részt vevő ország régebben nyolc, ma hat versenyzőt küldhet. A díjakat (arany-, ezüst- és bronzérem) egyének, nem pedig országok kapják, de mindig készül nem hivatalos országlista is, amit a versenyzők egyéni pontszámainak egyszerű összeadásával állítanak össze. A versenyzők életkora nem érheti el a 20 évet, és nem vehetnek részt középfokúnál magasabb iskolai képzésben.
Magyarország eddig három alkalommal adott otthont Nemzetközi Matematikai Diákolimpiának: 1961-ben Veszprémben, 1970-ben Keszthelyen, 1982-ben pedig Budapesten került megrendezésre. Negyedik alkalom 2027-ben lesz. Helyszín még nem ismert 2025-ben.
Maga a verseny két napig tart, a versenyzőknek összesen 6 matematikai problémát kell megoldaniuk, naponta 4 és fél órát kapnak a három-három feladat kidolgozására. A problémák a matematika különböző területeiről valók, megoldásuk nem igényel középiskolainál magasabb szintű szaktudást. Minden feladat megoldása 7 pontot ér, így összesen 42 pontot lehet gyűjteni.
A díjakat a szerzett pontszám alapján osztják ki a következő módon: aranyérmet kap a versenyzők legtöbb pontot kapott 1/12-e, ezüstérmet a következő 2/12-ük, bronzérmet pedig a résztvevők soron következő 3/12 része. Aki nem nyer érmet, az dicséretet (honorable mention) kap, ha legalább egy problémát teljes egészében sikerült megoldania. Alkalmanként különdíjakat is kiosztanak.

## A jelölés folyamata Magyarországon
A korábbi versenyeredmények, tagozatos tanulmányi eredmények alapján összegyűjtött diákok egész éves feladatmegoldó, „olimpiai” szakkörön vesznek részt. Ezt 1961–2002 között Reiman István vezette, 2003 óta pedig Dobos Sándor tartja a foglalkozásokat.
A csapat kiválasztásához figyelembe veszik a Kürschák József Matematikai Tanulóverseny, a KöMaL pontversenye és a négy olimpiai válogatóverseny eredményét is.

## Érdekességek
- Magyarországon legtöbben a Fazekas Mihály Fővárosi Gyakorló Gimnáziumból jutottak ki az olimpiára. 1962 óta nem volt olyan év, hogy fazekasos diák ne lett volna a csapat tagja, sőt az is előfordult, hogy az összes magyar versenyző ebből az iskolából került ki. 2025-ig a 426 versenyzőből 229-en voltak a Fazekasból. Mivel egy versenyző gyakran többször is versenyzett, ezért alakulhatott ki, hogy eddig csak 274 különböző versenyző versenyzett, akikből 145 különböző versenyző volt a Fazekasból. Az eddig megszerzett 90 aranyérem közül 50 aranyérmet fazekasos diák szerzett meg.
- A román Ciprian Manolescu háromszor is maximális pontszámot ért el, vagyis 42-ből 42-t, ebből egy alkalommal ráadásul egyedül neki sikerült teljes pontszámot elérnie.
- A legsikeresebb női versenyzők közül is kiemelhető Eugenia Malinnikova, aki kétszer 42, egyszer 41 ponttal nyert aranyérmet a Szovjetunió csapatában, így egyetlen ponttal marad el Manolescu teljesítményétől, illetve a német Lisa Sauermann, aki 2007-es ezüstérmét követően 4 aranyérmet (2008–2011) nyert, 2011-ben egyedüli maximális teljesítményt nyújtó versenyzőként.
- A kanadai Zhuo Qun (Alex) Song az eddigi első és egyetlen diák, aki 5 aranyérmet is szerzett (2011–2015), emellett szerzett egy bronzérmet is 2010-ben.
- Az amerikai Reid Barton volt az első, akinek sikerült 4 aranyérmet szereznie (1998–2001), ráadásul 4 indulásból. Azóta ez eddig csak a német Christian Reihernek (2000–2003), a német Lisa Sauermann-nak (2008–2011), a thaiföldi Nimun Pitimanaaree-nek (2010–2013), a szerb Teodor von Burg-nak (2009–2012) valamint Zhuo Qun (Alex) Song-nak sikerült.
- 1994-ben az Egyesült Államok csapatának mind a 6 tagja 42 pontos eredményt ért el. Erről a Time magazin is megemlékezett.
- Az ausztrál Terence Tao a legfiatalabb aranyérmes, 1988-ban 13 évesen érte el ezt az eredményt. Tao a megelőző két évben már nyert egy ezüst- és egy bronzérmet, ám ezt követően – egyetemi tanulmányainak megkezdése miatt – nem indult.
- A legtöbb részvétellel Kunszenti-Kovács Dávid büszkélkedhet, aki 7 alkalommal szerepelt Norvégia csapatában,[2] többek közt megszerezve az ország első aranyérmét. Dávid első olimpiai szereplésekor csak 11 éves volt.
- Sherry Gong két országnak is versenyzett, 2002–2004 Puerto Rico, 2005-ben és 2007-ben pedig az Egyesült Államoknak.
- Legeredményesebb magyar versenyzők: Lovász László és Pelikán József négy éven át (1963–1966) vettek részt a versenyen; 3-3 arany- és 1-1 ezüstérmet szereztek. (Mellesleg osztálytársak voltak.) Szintén három aranyérmet szerzett Terpai Tamás (1997–1999) és Rácz Béla András (2002–2004).
- A magyar csapat vezetője 28 éven át Hódi Endre volt. (Vezető és zsűritag az 1–28. olimpiákon, kivéve a 20.-at, amelyen nem indult Magyarország.)
- Az olimpia szervezését irányító nemzetközi testület, az Advisory Board elnöke 2003 és 2010 között Pelikán József volt, aki egyben a magyar csapat vezetője is volt 1988-2019 között, (kivéve 1989).
- A magyar csapat 2025-ig 65 olimpián vett részt, ahol összesen: 90 arany-, 177 ezüst-, 117 bronzérmet és 10 dicséretet szerzett a 426 versenyző. Ezzel a teljesítménnyel Magyarország az 5. helyen áll a nemzetek összesített rangsorában.[3]

## Lásd még
- Nemzetközi Matematikai Diákolimpiák listája
- A Nemzetközi Matematikai Diákolimpiák magyar versenyzői